# 北海道道44号石狩手稲線

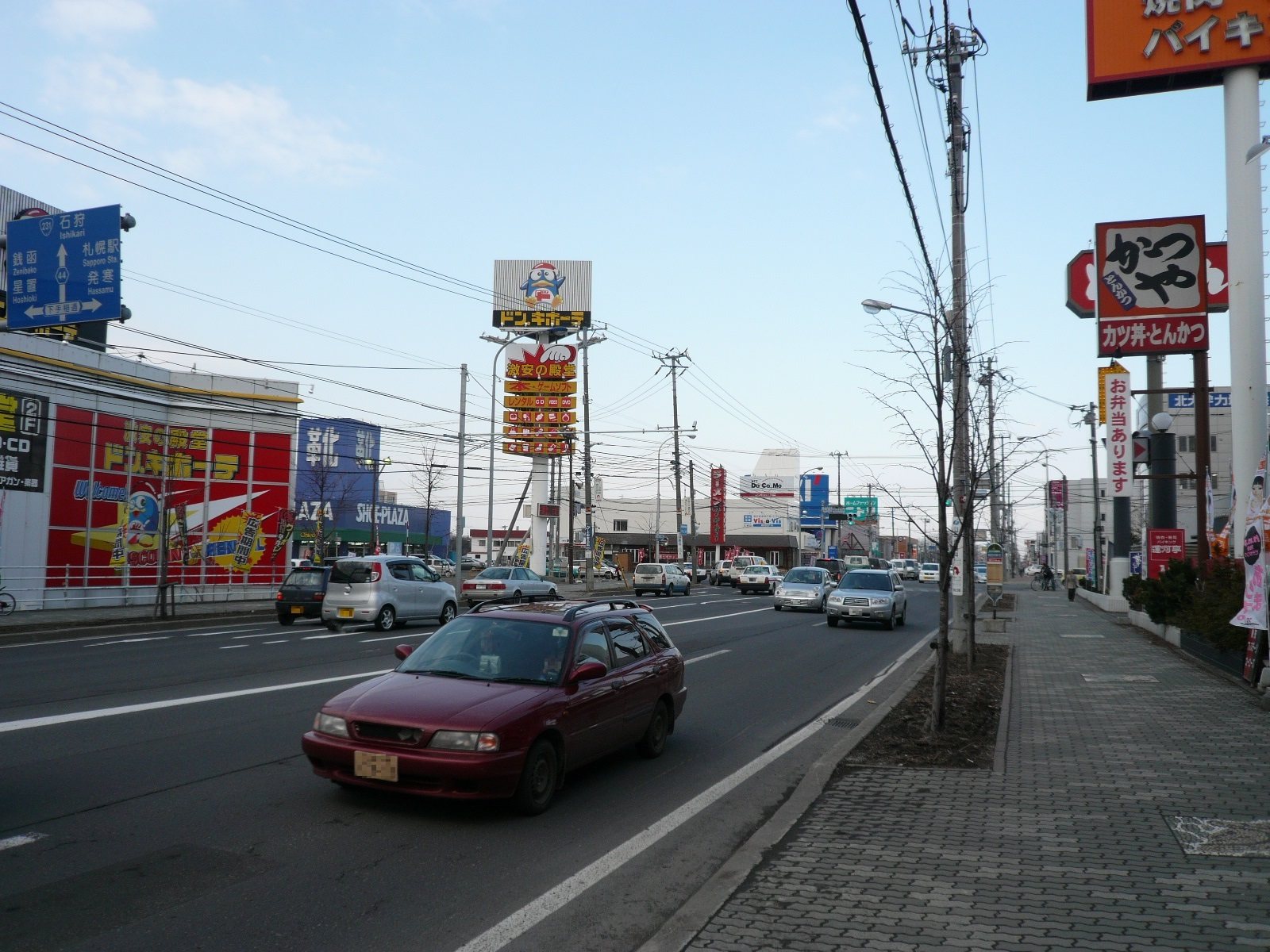
前田5条10丁目・道道452号との交点付近（2008年3月）

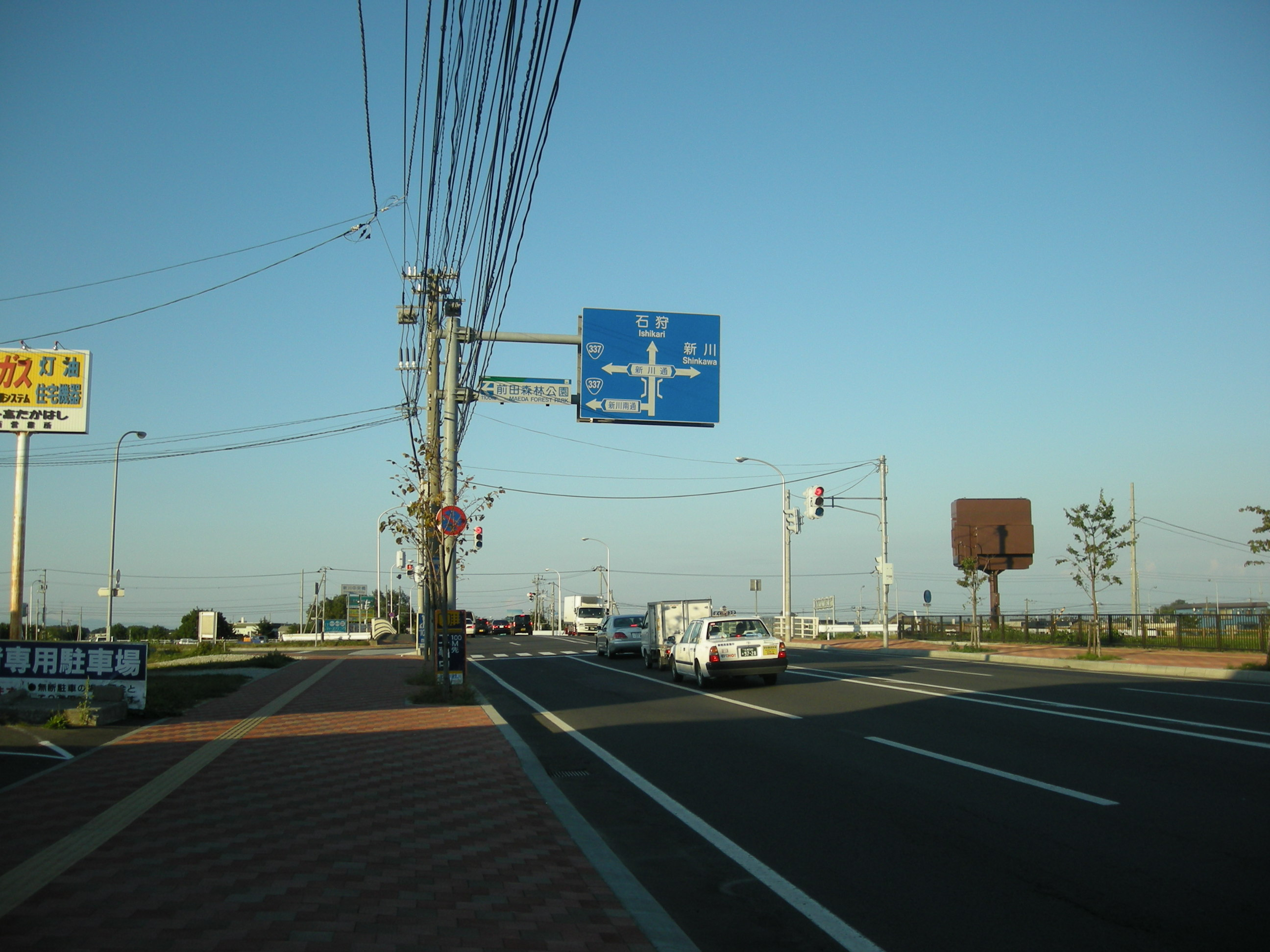
新川中央橋付近（2007年9月）

北海道道44号石狩手稲線（ほっかいどうどう44ごう いしかりていねせん）は、北海道石狩市より札幌市手稲区に至る道道（主要地方道）である。札幌市域は札幌市管理路線。全線が札幌圏都市計画道路「石狩手稲通」である。

## 概要

### 路線データ
- 起点：北海道石狩市新港南2丁目（国道231号・国道337号交点、花畔IC）
- 終点：北海道札幌市手稲区手稲本町2条2丁目（国道5号交点）
- 総延長：9.912 km[1]
  - 北海道管理：6.179 km[1]
  - 札幌市管理：3.733 km[1]
- 実延長：9.896 km[1]
  - 北海道管理：6.179 km[1]
  - 札幌市管理：3.717 km[1]
- 重用延長：0.016 km[1]
  - 北海道管理：0 km[1]
  - 札幌市管理：0.016 km[1]

## 歴史
- 1957年（昭和32年）7月25日 - 208号として路線認定[2]。
- 1972年（昭和47年）4月1日 - 札幌市域の管理を札幌市に変更。
- 1990年（平成02年）12月10日 - 国道231号の旧ルートを編入し、起点の位置を変更[3]。
- 1993年（平成05年）5月11日 - 建設省から、道道石狩手稲線が石狩手稲線として主要地方道に指定される[4]。
- 1994年（平成06年）10月1日 - 路線番号を44号に変更[5]。

## 路線状況

### 道路施設
主な橋梁
- はまなす橋（樽川 = 茨戸川支流）= 石狩市花畔2条1丁目
- 新川中央橋（新川）= 札幌市手稲区前田11条10丁目 - 札幌市手稲区前田10条10丁目

## 地理

### 通過する自治体
- 石狩振興局
  - 石狩市
  - 札幌市（手稲区）

### 交差する道路
石狩市
- 国道231号 - 新港南2丁目（起点）
- 国道337号 - 新港南2丁目（起点）
- 北海道道273号花畔札幌線 - 花畔2条1丁目
- 北海道道865号樽川篠路線 - 樽川

札幌市手稲区
- 北海道道125号前田新川線 - 前田11条10丁目
- 北海道道452号下手稲札幌線 - 前田6条10丁目
- 国道5号 - 手稲本町2条2丁目（終点）

### 沿線にある施設など
石狩市
- 石狩市立花川小学校
- 北門信用金庫石狩支店
- 石狩市役所
- 北海道信用金庫石狩支店
- 石狩市立花川中学校
- 石狩市立南線小学校

札幌市手稲区
- 北海道札幌手稲高等学校
- クロスガーデン手稲前田
- 手稲郵便局
- 北海道信用金庫手稲支店
- 札幌市立前田小学校
- 北門信用金庫手稲前田支店
- 北海道銀行手稲支店
- 新和手稲前田ビル
- 北海道労働金庫手稲支店
- 札幌市農業協同組合手稲支店
- 手稲本町郵便局